# Kent (Connecticut)
Kent – miasto w Stanach Zjednoczonych, w stanie Connecticut, w hrabstwie Litchfield.